# Heinrich von Pappenheim
Heinrich von Pappenheim (* um 1400; † 1482/1484), auch genannt Heinrich XI. von Pappenheim, war kaiserlicher Rat und Begründer der Allgäuer und Stühlinger Linie derer von Pappenheim.

## Leben
Heinrich von Pappenheim war der Sohn von Haupt II. von Pappenheim und seiner Frau Corona von Rotenstein. Bis 1430 war er mit Anna von Abensberg vermählt. Im Jahre 1436 erwarb Heinrich mit seinem Bruder Conrad III. von Pappenheim die Burg Spielberg auf dem Hahnenkamm und das Gut Schweinspoint. Seinen Diensteid als Amtmann von Weißenburg leistete Heinrich 1439, nachdem sein Vater ein Jahr vorher gestorben war. Das erst 1436 erworbene Schloss Spielberg verlor Heinrich in einer Fehde 1444 wieder an Graf Johann zu Oettingen. Friedrich II. von Sachsen ernannte Heinrich 1446 zu seinem Rat. In seiner Funktion als kaiserlicher Rat und Beauftragter war er auf den Reichstagen in Frankfurt, Regensburg und Ulm zugegen. 1452 zog Heinrich im Gefolge des Kaisers Friedrich III. nach Rom, um der dortigen Kaiserkrönung beizuwohnen. Auf der Tiberbrücke in Rom wurde Heinrich zusammen mit anderen Begleitern des Kaisers zum Ritter geschlagen. Heinrich hatte 1458 als Pfleger der Reichsstadt Donauwörth die Aufgabe, diese gegen Ludwig den Reichen von Bayern-Landshut zu verteidigen, was jedoch erfolglos war. In der Schlacht bei Giengen gegen Ludwig den Reichen erlitt das Reichsheer, in dem sich auch Heinrich befand, eine Niederlage, woraufhin Heinrich in Gefangenschaft geriet, jedoch ohne Lösegeldzahlung wieder freigelassen wurde. Nach seinem Tod fand – nach unterschiedlichen Literaturangaben 1484 oder 1494 – die Aufteilung seines Besitzes unter seinen beiden Söhnen Wilhelm I. und Alexander I. statt.

## Nachkommen

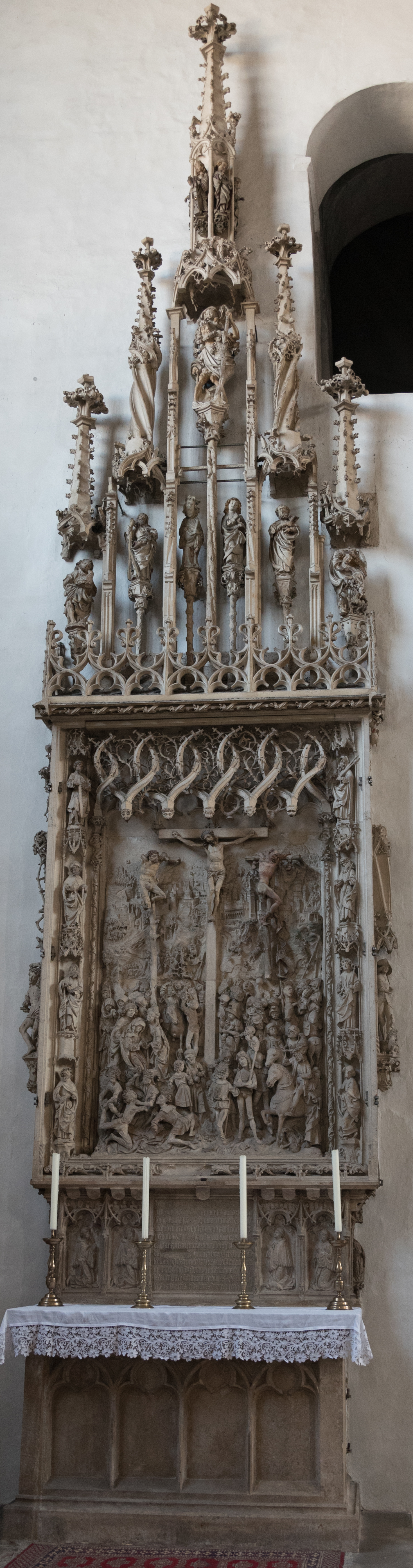
Pappenheimer Altar im Dom zu Eichstätt, Stiftung Caspars von Pappenheim

Heinrich von Pappenheim hatte insgesamt neun Kinder, drei Töchter und sechs Söhne.
- Ursula von Pappenheim ⚭ Veit von Leonrod
- Barbara von Pappenheim ⚭ Lutz von Rotenhan
- Corona von Pappenheim († 1464), Nonne zu Eichstätt
- Haupt III. von Pappenheim († 1479), Domherr zu Eichstätt und Regensburg
- Caspar von Pappenheim († 4. Januar 1511), Domherr zu Eichstätt, folgte seinem Bruder Haupt III. in diesem Amt nach
- Christoph I. von Pappenheim (* 1433; † 1470), wurde bei Ulm erschlagen
- Heinrich XII. von Pappenheim († 1511) ⚭ von Hürnheim; war Reichspfleger von Donauwörth und Land- und Stadtvogt von Augsburg. Er wurde 1486 in Frankfurt zum Ritter geschlagen
- Wilhelm I. von Pappenheim († 1508) ⚭ Magdalena von Rechberg († 1508); wurde 1458 Landvogt und Hauptmann in Augsburg.
- Alexander I. von Pappenheim (* 1435; † 1511) ⚭ Barbara von Ellerbach

### Haupt III.
Haupt III.  studierte um 1453 an der Universität in Basel. Das Canonicat erlangte er 1467 in Eichstätt und behielt dieses bis 1477, als er es an seinen Bruder Caspar abtrat. Kaiser Friedrich III. vermittelte danach ein wieder freigewordenes Canonicat in Eichstätt und in Regensburg. Haupt III. starb 1479. Er wurde im Umgang des Doms zu Eichstätt beigesetzt.

### Caspar
Wie sein Bruder Haupt III. war auch Caspar Domherr im Dom zu Eichstätt. Vorher leistete er Kriegsdienst und zog längere Zeit umher. Er stiftete den Pappenheimer Altar im Eichstätter Dom, auf dem sein Stammbaum dargestellt ist. Nach seinem Tod am 4. Januar 1511 wurde er ebenso wie sein Bruder im Umgang des Doms beigesetzt.

### Christoph I.
Der 1433 geborene Christoph zog zusammen mit seinem Vater 1452 mit dem Krönungszug Friedrich III. nach Rom, in dessen Dienst er 1453 stand. Im gleichen wurde er als Ritter des Schwanenordens genannt. Je nach Literatur wurde er vor 1464 oder 1470 in einem Scharmützel in der Nähe von Mertingen von Ulmern erschlagen.